# Richard Krawiec
Richard Krawiec, né en 1952 à Brockton dans le Massachusetts, est un écrivain américain.

## Biographie
Il signe en 1996 un second roman, Faith in What? et se consacre depuis à la poésie, au théâtre, à ses chroniques dans différentes revues de la côte Est et à l’enseignement. 
Son troisième roman Vulnérables, inédit aux États-Unis, est publié en France chez Tusitala en 2017, et remporte un grand succès critique. 
Toujours en France, les droits de Dandy sont achetés pour le cinéma. Paria, son troisième roman à paraître en France, a paru en janvier 2020, suivi des Paralysés (2022). En septembre 2024, Croire en quoi ? voit Richard à nouveau invité en France pour une tournée.

## Œuvres traduites en français

### Romans
- Dandy, Éditions tusitala, 1986 ((en) Time Sharing, Viking Press, 1986), trad. Charles Recoursé, 250 p.  (ISBN 979-1092159028)
- Vulnérables, Éditions tusitala, 2017 ((en) At the Mercy, inédit en anglais), trad. Charles Recoursé, 226 p.  (ISBN 979-1092159127)
- Paria, Éditions tusitala, 2020, (inédit en anglais), trad. Anatole Pons-Reumaux, 220 p.  (ISBN 979-10-92159-19-6)
- Les Paralysés, Éditions tusitala, 2022 ((en) The Paralyzed, inédit en anglais), trad. Anatole Pons-Reumaux, 344 p.  (ISBN 979-10-92159-28-8)
- Croire en quoi ?, Éditions Tusitala, 2024 ((en) Faith in What?, Avisson Press, 1996), trad. Anatole Pons-Reumaux, 232 p.  (ISBN 979-10-92159-12-7)

### Biographie
- Sudden Champion: The Sarah Hughes Story (2002) au sujet de Sarah Hughes